# NGC 7667
NGC 7667 је спирална галаксија у сазвежђу Рибе која се налази на NGC листи објеката дубоког неба.
Деклинација објекта је - 0° 6' 31" а ректасцензија 23h 24m 23,1s. Привидна величина (магнитуда) објекта NGC 7667 износи 14,1 а фотографска магнитуда 14,7. NGC 7667 је још познат и под ознакама UGC 12578, MCG 0-59-38, CGCG 380-50, VV 613, UM 160, PGC 71345.